# 阿富埃拉群島
64°20′S 61°36′W / 64.333°S 61.600°W
阿富埃拉群島（Afuera Islands），是南極洲的群島，位於葛拉漢地西岸的丹科海岸，處於挑戰者島以北，由讓-巴蒂斯特·夏古率領的法國探險隊繪入地圖，現時由南極條約體系管理。